# تپه حسن‌آباد امام
تپه حسن‌آباد امام مربوط به دوران پیش از تاریخ ایران باستان - دوران‌های تاریخی پس از اسلام است و در شهرستان اسدآباد، بخش مرکزی، حسن‌آباد امام واقع شده و این اثر در تاریخ ۱۰ بهمن ۱۳۸۳ با شمارهٔ ثبت ۱۱۳۵۳ به‌عنوان یکی از آثار ملی ایران به ثبت رسیده است.